# 細川顕氏
細川 顕氏（ほそかわ あきうじ）は、鎌倉時代から南北朝時代にかけての武将。讃岐国・河内国・土佐国・和泉国守護。細川奥州家2代当主。官職は兵部少輔。

## 生涯
細川頼貞の子として誕生。三河国細川郷（現在の愛知県岡崎市細川町）出身。父・頼貞は細川氏の庶流の一族の一人で、中先代の乱の際に戦死したが、頼貞には顕氏、直俊、定禅、皇海の四子があり、それぞれが活躍した。顕氏は従兄弟の和氏と共に元弘の乱頃から足利尊氏に仕えた。
元弘の乱に際して、甲斐国恵林寺にて夢窓疎石を知り、これに帰依し、のち、尊氏・直義兄弟に紹介したとされる（『梅松論』）。
建武2年（1335年）、中先代の乱において、足利直義や弟・定禅らとともに敗走している。同3年（1336年）、尊氏の命で和氏と共に四国に渡海し、四国における諸大名や国人衆の統率に功を挙げた。
同年11月7日、建武式目が制定され、尊氏が幕府を開くと、顕氏は讃岐国の守護に任じられた。同年12月以前には河内国の守護に任じられている。これは楠木氏の本拠である河内国南部への進出を企図したものだった。
建武4年（1337年）1月頃までに土佐国の守護になったと推測される。顕氏自身は土佐には行かず、佐藤六郎を大将軍として派遣している。同年4月、和泉国の守護を畠山国清から引き継いだ。同年10月19日、南朝方の東条（現・富田林市）を総攻撃した。
暦応年間（1338年〜1342年）から康永3年（1344年）まで侍所頭人の任にあり、貞和2年（1346年）頃までに再任されている。
暦応元年（1338年）3月、天王寺で北畠顕家の軍勢に敗れた。同年5月22日の戦いで顕家は討ち死する（石津の戦い）。尊氏・直義の母である上杉清子が甥・上杉憲顕に宛てた5月27日付の書状では、高師直とともに顕氏の戦功が著しい旨が記されている（『上杉家文書』）。
康永元年（1342年）には、石清水八幡宮の交野神人と争っている。
嫡流の和氏の死後はその弟・頼春と共に細川一門を主導した。
正平2年/貞和3年（1347年）8月、楠木正行が挙兵し、南朝方として和泉・河内方面に侵攻した。幕府は顕氏や畠山国清らをもって南朝勢に当たらせた。両軍は、同月8月24日には河内国池尻（現・大阪狭山市）、9月9日には八尾（現・八尾市）で戦った。9月17日から19日にかけては、河内国藤井寺（現・藤井寺市）、教興寺（現・八尾市）で戦い、幕府軍は大敗した。このため幕府は援軍として山名時氏を派遣した。11月26日、両軍は摂津国天王寺・住吉（現・大阪市）で戦い、幕府軍は敗走した。
顕氏は河内国・和泉国の守護を解任され、後任に高師泰が就いた。このとき、侍所頭人も解職されている。
正平5年/観応元年（1350年）からの観応の擾乱では足利直義に与した。
観応元年（1350年）10月、足利直冬を討つため京都を発した尊氏の軍勢に加わっていたが、直義の動きに呼応して、讃岐に逃れた。このため、尊氏は顕氏討伐のため、細川頼春と細川清氏を派遣している。のち再び尊氏方に帰順した。このとき、引付頭人に任じられた。同2年（1351年）8月から再び和泉国の守護を務めている。
正平7年/文和元年（1352年）閏2月20日、北畠顕能、楠木正儀ら南朝方が京都に侵攻した際、足利義詮らとともに迎え撃ったが、敗北し、近江国に撤退した（七条大宮の戦い）。同年3月27日、荒坂山（現・八幡市美濃山）で南朝方と戦う。同年4月には北朝軍の主将として南朝方勢力と戦い、勝利を収めた。同年7月5日、死去した。
顕氏の死後、子の繁氏が跡を継いだ。
顕氏の系統は、顕氏の官位・陸奥守からその後「奥州家」と呼ばれるようになった。

## 長興寺
建武2年（1335年）、顕氏は、父・頼貞の供養のため、讃岐国に長興寺を建立した。長興寺は、同国の安国寺に宛てられたと考えられている。

## 関連作品
- 太平記（1991年・NHK大河ドラマ) 演：森次晃嗣
- 松井優征：逃げ上手の若君